# Ареналь (вулкан)
 Ареналь (исп. Arenal) — действующий андезитовый стратовулкан в Северной Америке, находится в провинции Алахуэла, Коста-Рика. Это высокая гора, абсолютно правильной конической формы. Ночью Ареналь подсвечивается и во время извержения озаряет окрестности.
Рядом находится более древний купол Чато, высотой 1100 метров, на вершине которого расположено озеро диаметром 500 м, которое появилось в результате извержения, произошедшего 38 000 лет назад. Самое раннее извержение на Аренале произошло примерно 7000 лет назад вместе с вулканом Чато и длилось 35 лет. Ареналь характеризуется взрывными извержениями, которые происходят с перерывами каждые несколько сотен лет.
Расположен приблизительно в 90 км к северо-западу от Сан-Хосе. Высота над уровнем моря — 1670 м. До 29 июля 1968 года вулкан считался спящим — он не извергался 400 лет. Летом 1968 года в районе вулкана произошло землетрясение, после чего вулкан проснулся и начал извергаться. Несколько дней из вулкана непрерывно изливалась лава, под её потоками было похоронено 15 км² территории, погибло 80 человек, а также 10 спасателей, которые занимались поиском людей после извержения 29 июля. Извержение характеризовалось выбросом пирокластических потоков и медленным излиянием лав как из вершинного кратера, так и со склонов. Характер извержения носил взрывной и стромболианский тип. Потоки лавы проделали путь длиной 5 км от эпицентра извержения, двигаясь со скоростью 10-30 метров в сутки. После этого извержения на Аренале сформировалось несколько новых кратеров диаметром от нескольких до 30 метров. Была уничтожена деревня Табакон, от вулканических выбросов пострадал городок Пуэбло Нуэво. Последняя активная вулканическая деятельность фиксировалась в период с июля 2008 года по сентябрь 2010 года. Тогда происходил умеренный выброс лав и пирокластических потоков. В конце июля 2011 года учёные зафиксировали незначительную дымовую завесу на вершине Ареналя.
Окрестности Ареналя богаты флорой и покрыты густой лесистой растительностью.